# Teenage Mutant Ninja Turtles Fast Forward: Ninja Training NYC
Teenage Mutant Ninja Turtles Fast Forward: Ninja Training NYC is een videospel voor de mobiele telefoon, gebaseerd op het zesde seizoen van de tweede animatieserie. Het spel werd ontwikkeld door Overloaded, en uitgebracht door Uclick in 2006 voor de nokia S40 en S60.
Het spel kent zowel een vechtspel-mode als een platformspel-mode.